# 58 (nombre)
Le nombre 58 (cinquante-huit) est l'entier naturel qui suit 57 et qui précède 59.

## En mathématiques
Le nombre 58 est :
- un nombre composé brésilien car 58 = 2228,
- la somme des sept premiers nombres premiers,
- un nombre undécagonal,
- un nombre de Smith,
- la fonction de Mertens retourne 0. Il n'y a pas de solution pour l'équation {\displaystyle x-\varphi (x)=58\,}, où {\displaystyle \varphi \,} est l'indicatrice d'Euler, faisant de 58 un nombre noncototient.

## Dans d'autres domaines
Le nombre 58 est aussi :
- Le numéro atomique du cérium, un lanthanide.
- le numéro de la sourate Al-Mujadila dans le Coran.
- L'indicatif téléphonique international pour appeler le  Venezuela.
- Le numéro du département français de la Nièvre.
- Années historiques : 58 av. J.-C., 58 ou 1958.
- Ligne 58